# Castleford (Idaho)
Pour les articles homonymes, voir Castleford (homonymie).
Castleford est une ville américaine située dans le comté de Twin Falls en Idaho.

## Démographie
| 1960 | 1970 | 1980 | 1990 | 2000 | 2010 |
| ---- | ---- | ---- | ---- | ---- | ---- |
| 274  | 174  | 191  | 179  | 277  | 226  |

Selon le recensement de 2010, Castleford compte 226 habitants. La municipalité s'étend alors sur 0,09 mille carré (0,23 km2).